# شعاب الفينستون
شعاب الفينستون المرجانية (والمعروفة أيضًا باسم شعب أبو حمرا) هي شعاب مرجانية قائمة بذاتها في البحر الأحمر المصري تقع على بعد حوالي 30 كيلومترًا شمالًا من مدينة مرسى علم في مصر. يتكون مجتمع الشعاب المرجانية في هذه الشعاب المرجانية بشكل أساسي من الشعاب المرجانية الناعمة مثل أنواع ديندرونثيا.

## صور

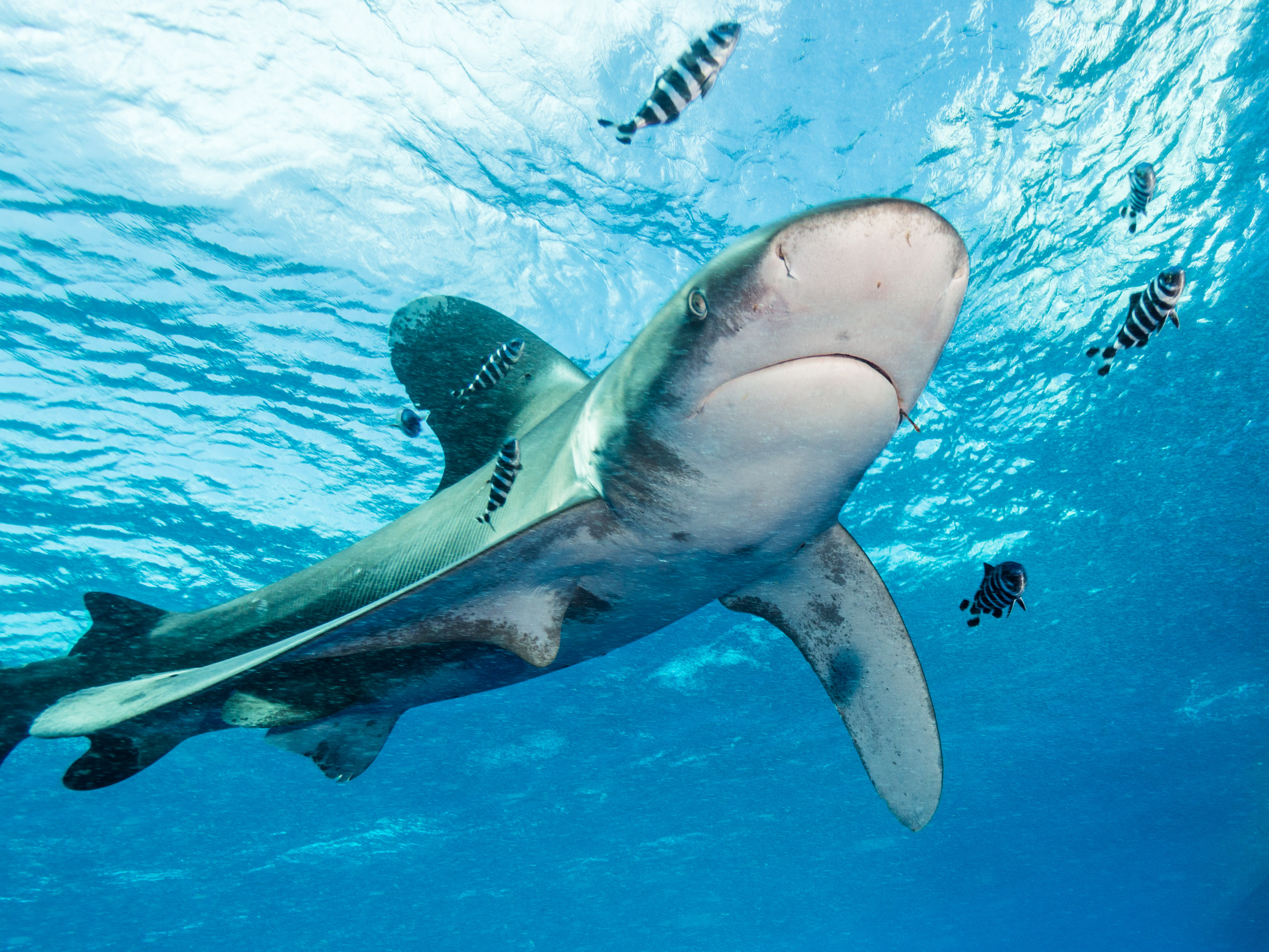
قرش الطرف الأبيض المحيطي في الشعاب
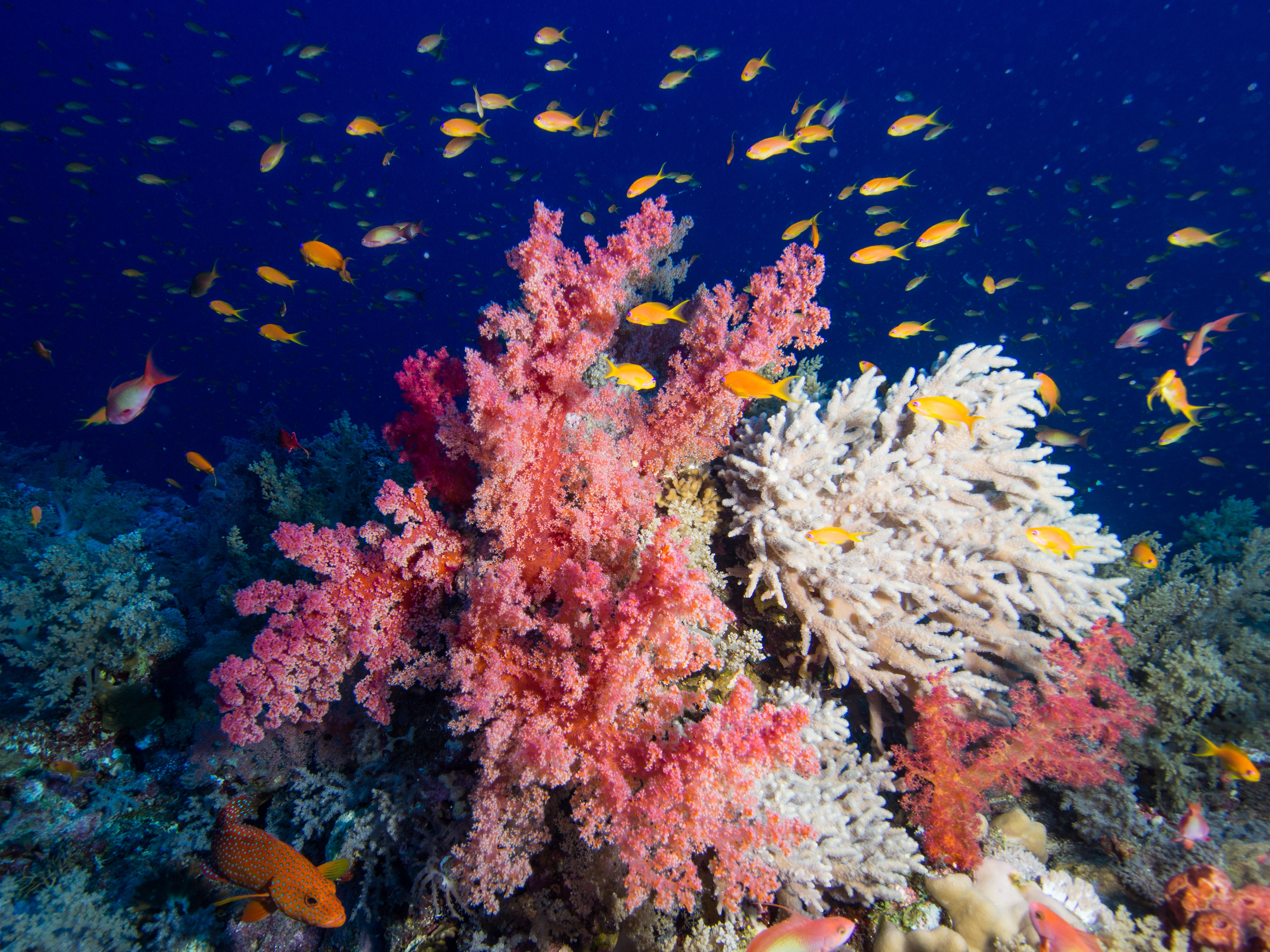
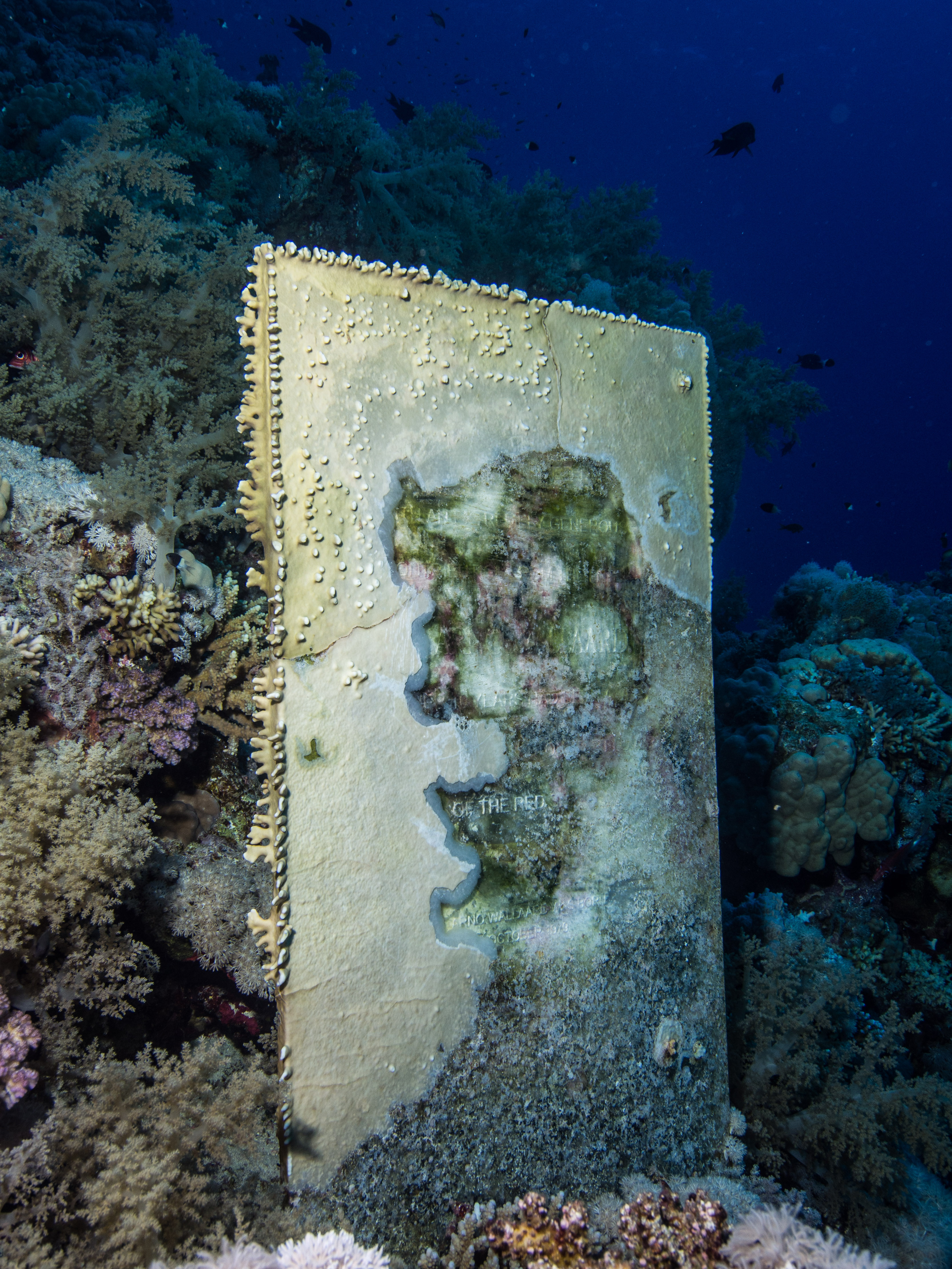
تذكار للدراج أرنو ولارد

## References
1. ↑  "Elphinstone Reef". مؤرشف من الأصل في 2020-07-27.
2. ↑  Riegl, B.; Piller, W. E. (1999). "Coral frameworks revisited–reefs and coral carpets in the northern Red Sea". Coral Reefs (بالإنجليزية). 18 (3): 241–253. DOI:10.1007/s003380050188. ISSN:0722-4028.